# 理律法律事務所
理律法律事務所（りりつほうりつじむしょ、Lee and Li, Attorneys-at-Law）は、台湾の総合法律事務所。台北市を拠点とし、台湾における4つの主要都市に事務所を構えている。
李澤民と李潮年が1965年に創立した。
同社は、台北、新竹、台中、台湾南部にオフィスを構え、北京律盟知的財産権代理有限責任会社（Lee and Li - Leaven IPR Agency Ltd.）と上海律同衡弁護士事務所（Leaven, Attorneys-at-Law）と戦略的提携を結んでいる 。